# Тоттлебен
Тоттлебен (нім. Tottleben) — громада в Німеччині, розташована в землі Тюрингія. Входить до складу району Унструт-Гайніх.
Площа — 5,04 км2. Населення становить 133 ос. (станом на 31 грудня 2021).